# Ђезус Монкада
Ђезус Монкада (Jesús Moncada i Estruga; Мекиненса, 1941 – Барселона, 2005) сматра се једним од најважнијих каталонских аутора.
Рођен је 1. децембра 1941. године у старој Мекиненси, граду који се налази у близини река Ебро и Сегре, а који припада регији источног дела Арагона – Baix Cinca.

## Рано детињство
Био је прво дете Жозепа Монкаде и Марије Еструге, а имао је брата Алберта и сестру Росу Марију.

Његови родитељи били су власници једне радње, а отац и један од власника уљаре. Управо та радња, у којој су се окупљали разни купци и превозници, биће од кључног значаја за његово стваралаштво, јер су приче о реци, граду и осталим анегдотама које је тамо чуо будиле његову машту. Одувек је осећао велику љубав према читању, писању и цртању. Са само десет година имао је своју прву изложбу. Након што је прочитао књигу Пет недеља у балону, француског писца Жила Верна, дело је представио кроз илустрације. 
Монкада је одувек памтио детињство као врло срећан и безбрижан период. Простор у ком се налазио формирали су рудници, дворац и реке, од којих је посебан значај имала Ебро. Био је то чаробни свет за младог писца и он је доста времена проводио у природи. Дивљење које је осећао према реци јасно се уочавало у његовим делима.
У наредним годинама, опстанак његовог чаробног света ће бити угрожен мочварама Мекиненса и Риба – Роја. Кроз разговор са мештанима прикупљао је информације, које ће му касније послужити приликом стварања.

## Школовање
Своје школовање започео је у граду. Када са својим припремама више није могао ту да настави, родитељи су одлучили да га пошаљу у лаичку школу интернатског типа у Сарагоси. Изабрана школа била је центар светог Томе Аквинског. Ту је Монкада добио своју прву књижевну награду - књигу „ Сећања на детињство и младост Рамона и Калаја", за рекреацију једне мекиненсичке легенде.
У главном граду Арагона, где се школовао између 1953. и 1958. године, завршио је средњу школу и учитељске студије. Чињеница да је живео одвојен од породице и пријатеља, далеко од града, била је тешка за младог Монкаду, који ће касније осликати осећај изгнанства кроз протагонисту Далмауа у књизи Галерија статуа.
Након што је успешно завршио учитељске студије, тражио је посао учитеља у Мекиненси, али су га одбили јер још увек није имао осамнаест година. Међутим, могао је да почне да ради као асистент, јер је то место било упражњено. Касније је дао оставку и отишао у Сарагосу, где је остао неколико месеци, до тренутка када је требало да служи војни рок. Након одслуженог војног рока, враћа се у град, и наредне две године ради у средњој школи Санта Агатослиа.

## Развој каријере у Барселони
Монкада одлази у Барселону у септембру 1966. године по наговору Едмона Ваљеса (историчар, есејиста и преводилац из Мекиненсе), са намером да се потпуно посвети сликарству и књижевности. Почеци нису били лаки јер уреднички пројекат у који је Едмон Ваљес полагао наде није ишао добро и Монкада је био без посла, далеко од породице и у месту које му је у потпуности било непознато.
Прву годину провео је у граду Комтал, радећи у радионици сликара из Мекиненсе, Сантијага Еструге. Дан је био подељен на два дела:јутро су проводили стварајући комерцијалне радове, како би зарадили за живот, док су поподне сликали оно што се њима допадало. Захваљујући доброј организацији, имали су времена да похађају наставу у школи Уметности књиге. Годину дана касније, Монкада добија прилику да се придружи издавачкој кући Монтанер и Симон, где су тражили некога ко би био задужен за превод енциклопедије за младе, Мондадори.
После дуже паузе пише прву причу на каталонском језику под називом Игра глава (Joc de caps), подстакнут П. Калдерсом и Е. Ваљесом. Переу Калдерсу се она допала и охрабрио га је да настави да пише приче у које ће инкорпорирати изворне облике говорног језика Мекиненсе.
По завршетку радног времена, обојица би остајала у издавачкој кући да пишу. Заједно би анализирали оно што су написали, а Калдерс му је помагао и у учењу правописа.

## Изложбе, приче и награде
Прве изложбе радова ликовне уметности одржане су у Мекиненси 1966. и 1970. године, а током наредне деценије учествовао је у индивидуалним и колективним изложбама у различитим селима Каталоније: У L’Abast de Mataró (1977 и 1978), у Унеско школама у Барселони (1977), у продавници у Vilassar de Mar (1979). Последња изложба одржана је 1980. године у la Caixa d’Estalvis Laietana.
Истовремено, писао је и приче. За Месец, шљива (La lluna, la pruna) добио је награду Brugués (1970); За збирку Историја леве руке (Històries de la mà esquerra), Игра глава (Joc de caps), Лево око Томаза Атуре (L’ull esquerre de Tomàs d’Atura), Гроф старог трамваја (Conte del vell tramviaire) и Nit d’ amor del coix Silveri – награду Жоан Сантамариа (Joan Santamaria – 1971); за Хронику последњег рома (Crònica del darrer rom) – Другу награду позива младих писаца часописа Serra d’Or (1971); и за збирку Narracions de l’Ebre ─ Риада, Освета за покојника (Revenja per a un difunt), Превод са латинског (Traducció del llatí) и Strip-tease – награду Jacme March (1980).
Кључне карактеристике Монкадиног стваралаштва приметне су у његовом првом објављеном тексту, Хроника последњег рома, који је изашао у часопису Serra d’Or у марту 1971. године.
Мало по мало, схватио је да, с обзиром на његов спор и педантан начин рада, није могао да настави да се посвећује и сликарству и књижевности, већ да се мора одлучити за једну од те две уметности. Ипак се опредељује за писање, потпуно му се посвећује и четири године касније објављује другу збирку прича - Жабљи кафић (El Cafè de la Granota).

## Монкадино стваралаштво до његове смрти
Његова каријера у издавачкој кући Монтанер и Симон била је готова. Издавачка кућа у којој је радио тринаест година затворена је, а он је наставио да се посвећује књижевности, и успут је преводио за различите каталонске издаваче. Волео је да се бави превођењем, јер је сматрао да га то обогаћује као писца. Превео је низ еротских дела (које је потписивао псеудонимом) за колекцију La Marrana d’Edicions de la Magrana, као и нека дела Жила Верна: Деца великог капетана (Els fills del capità gran) или Мистериозно острво (L’illa misteriosa); као и обиман роман Гроф Монтекристо (El conte de Montecristo) Александра Диме.

Његово најзначајније дело, Camí de sirga (Срушени град), настало је 1988. године. Овај роман има за циљ да пренесе дух старе Мекиненсе, њених становнка и да исприча њихове приче пре поплаве. Монкади је његов родни град честа инспирација, будући да многа дела посвећује њему, како би га на неки начин оживео и сачувао од заборава. Роман је преведен на тринаест језика (међу којима се налази и превод на српском језику) и награђен многим књижевним наградама, као што су: 
- Награда града Барселоне (1989) (Premi Ciutat de Barcelona);
- Награда Жоан Крешељс (1988) (Premi Joan Crexells);
- Награда Критика Сера д’Ор (1989) (Crítica Serra d'Or).[4]

Након Camí de sirga, објављује још два романа: Галерија статуа (La galeria de les estàtues -1992) и Пољуљана меморија (Estremida memòria - 1997); као и трећа збирка прича Calaveres atònites (1999).
Године 2003, излази Cabòries estivals i altres proses volanderes, књижица која садржи дванаест текстова, од којих је једанаест објављено у штампи између 1971. и 2003. године.
Захваљујући успеху свог првог романа, почиње да препознаје своју књижевну вредност. Увек се присећао година у издавачкој кући Монтанера и Симона, као и бројних анегдота из тог периода, који је сматрао значајним.
Кад се разболео, радио је на роману који је тада носио назив „ Данте С. Л.", где је желео да дочара атмосферу која је владала тих година. Роман је остао недовршен јер му је дијагностикован рак плућа у јесен 2004, а умро је на клиници у Барселони 13. јуна 2005. године.
По Монкадиној жељи, његов пепео је пренет у Мекиненсу и расут на парцели где се налазио његов дом.
Многи верни читаоци сазнали су за пишчев сликарски таленат тек након његове смрти. У септембру 2005. године, поводом фестивала, у Мекиненси је изложен велики број његових радова. Ова изложба је била прва у низу. Такође су одржане у Тарагони (2005), Љеиди (2006, 2009), Фраги (2006), Барбастру (2007), као и у Калатајуду (2007).
Монкада, кога су након смрти назвали „љубимцем града", има посебно место у Музеју Мекиненсе, где сви заинтересовани могу да сазнају о животу и делу талентованог писца.